# Arnošt Vaněček
Arnošt Vaněček (13. srpna 1900 Nové Benátky – 28. září 1983 Praha) byl úředník, překladatel, spisovatel, prezident českého PEN klubu.

## Životopis
Narodil se v Nových Benátkách, které jsou dnes součástí Benátek nad Jizerou. Jako otec byl v matrice zapsán umělecký zahradník Jan Vaněček (1849–??), zahradník v tehdejším Německém Brodu, jako matka jeho manželka Marie rozená Vanclová (1863–??). Podle vyjádření Arnošta Vaněčka však jeho matka manžela brzy po svatbě (konala se 29. 10. 1889) opustila a vrátila se do rodných Nových Benátek. Tam se seznámila se skutečným otcem, notářem Arnoštem Čeřovským. Ten ale roku 1904 zemřel a ke změně matričního záznamu nedošlo. Po „matričním“ otci měl Arnošt Vaněček příjmení, po skutečném křestní jméno.
Obchodní akademii začal studovat v roce 1914 v Hradci Králové, maturoval po válce roku 1918 v Praze a nastoupil jako úředník na revizní odbor ministerstva národní obrany. Další zaměstnání měl v bankách a při něm studoval politickou ekonomii, estetiku a literaturu na pražské Karlově univerzitě. Roku 1921 se stal členem Komunistické strany Československa a po roce 1930 se angažoval v Umělecké besedě.
V letech 1929–1937 založil a řídil v Praze nakladatelství bibliofilií, v němž vydával (ve spolupráci s básníkem Františkem Halasem a grafikem Vítem Obrtelem) bibliofilskou edici Mys dobré naděje (uplatnil tu vlastní tvorbu i drobné překlady z angličtiny nebo z francouzštiny).
V roce 1940 byl zatčen gestapem a rok strávil v řadě vězení (Pankrác, Terezín, Mnichov, Drážďany). Roku 1941 byl propuštěn a vrátil se k práci bankovního úředníka. O rok později se stal redaktorem v Nakladatelství Josef Lukasík a stal se i členem vedení Umělecké besedy.
Po skončení druhé světové války pracoval v kulturní komisi Ústřední rady odborů, odtud šel do filmového odboru ministerstva informací a další změnou byl do roku 1957 archiv Svazu československých spisovatelů. Po tomto roce se stal překladatelem z angličtiny a spisovatelem z povolání. V letech 1952–1956 byl presidentem českého centra PEN klubu. Podnikl řadu zahraničních cest po Evropě. Po roce 1960 se věnoval jen spisovatelské činnosti. O 20 let později byl jmenován zasloužilým pracovníkem kultury. Zemřel v Praze ve věku 83 let.
V místech, kde v Benátkách nad Jizerou stával jeho rodný dům, je po něm pojmenována Vaněčkova ulice.

## Dílo

### Překlady
Přeložil řadu básnických prací, dílo Oscara Wildea, Williama Blakea a dalších, hlavně amerických autorů (jeho antologie Američtí básníci vyšla v roce 1946).

### Beletristická tvorba
- Vor Medusy (1938), sociální román, (2008 Vor Medúzy)
- Světlo v zámku (1945)
- Dýka v kříži (1946), román
- Písař u Svatého Víta (1946), historický román
- Odvalený život (1948), román
- Atomové město (1948), novela SF
- Bílé zlato (1956), dobrodružný román pro mládež
- Barvy století (1956), ke stým narozeninám ústecké chemičky

- Hudba Jizery (1957), povídky
- Modré a bílé dny (1959)
- Příběhy opice Jenovéfy (1963), pohádky pro malé čtenáře
- Zlato na Labutí řece (1966), vzpomínkový cestopis
- Rastislavův meč (1967), beletristická studie o dějích raného středověku
- Králův houslista (1977)
- Severní sen (1977)
- Husitská balada (1978), historický román
- Pražská zastaveníčka (1982), pragensie